# Filippo Ciardelli
Filippo Ciardelli (Montalcino, 1203 – Seggiano, 25 aprile 1290) è stato un religioso italiano. Venerato come beato dalla chiesa cattolica.

## Biografia
Filippo Ciardelli, o Cardella, o Cardelli, o del Cardello, nacque a Montalcino nella contrada del Diacceto nel 1203. Già da giovane entrò a far parte dell'ordine dei francescani e vestì l'abito religioso per mano di San Francesco d'Assisi. Assistette quest'ultimo nel periodo antecedente alla sua morte. Fu, in seguito, compagno di Sant’Antonio da Padova, anche qui, fino alla sua morte. A seguito di questo evento, nel 1231, Filippo tornò a Montalcino, per poi passare al convento del Colombaio sopra Seggiano, dove morì il 25 aprile 1290. Il suo corpo fu portato a Montalcino nella chiesa di San Francesco e, dove, fu oggetto di grande venerazione dovuta ai numerosi miracoli che si dice abbia operato. Quando il convento francescano fu soppresso, i frati si portarono con sé le sue reliquie di cui, oggi, non resta più traccia.

## Culto
Filippo Ciardelli è venerato come beato dalla chiesa cattolica.

## Altri Beati
È più che doveroso ricordare che, insieme a lui, ci sono stati ben altri 7 montalcinesi, ad oggi, venerati come beati, ecco l'elenco:
- Beato Giovanni, compagno di San Bernandino da Siena.
- Beato Bernardino.
- Beato Pietro dell'Oca, martirizzato alla fortezza di Babilonia, nel 1311.
- Beato Pietro, anch'esso martire.
- Beato Giacomo Cavalieri, frate domenicano e discepolo di Santa Caterina da Siena, morto nel 1400 circa.
- Beato Niccolò Posi, anch'esso domenicano e discepolo di Caterina, morto l'11 maggio 1398.
- Beato Girolamo Tinelli, teologo al Concilio di Trento.[1]